# Großer Teich Torgau
Der Große Teich Torgau ist ein Teich von 1,5 bis 2 m Tiefe südlich von Torgau im Freistaat Sachsen. Der See dient der Fischzucht, dem Naturschutz, der Naherholung und dem Hochwasserschutz. Er wurde durch kursächsisches Dekret 1483/84 als Fischteich angelegt, evtl. auch schon 1478. Auch das Jahr 1457 wird genannt.
Das Absperrbauwerk ist ein Damm, das gestaute Gewässer ist der Schwarze Graben/Weinske. 
Für die Festung Torgau war der Große Teich als Wasserreservoir für die Bewässerung der Festungsgräben von großer Bedeutung. Jedes Jahr im November wird die Tradition des Abfischens am Großen Teich gepflegt. Um den See herum liegt ein Naturschutzgebiet. Am Ufer richtete der Naturschutzbund Deutschland 1995 das Naturschutzzentrum Biberhof Torgau ein.

Karte des Großen Teiches (um 1760)
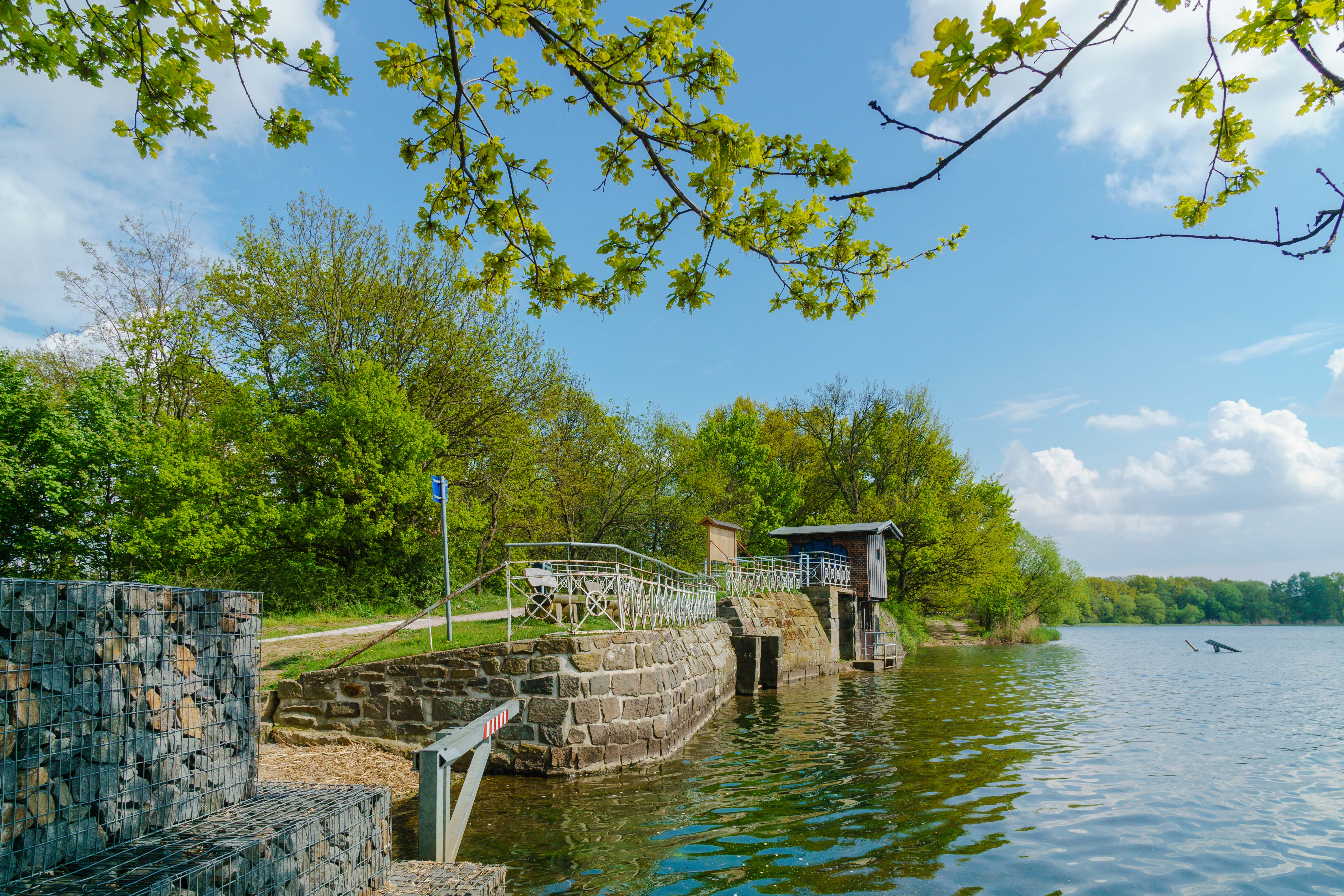
Damm und Grundablass
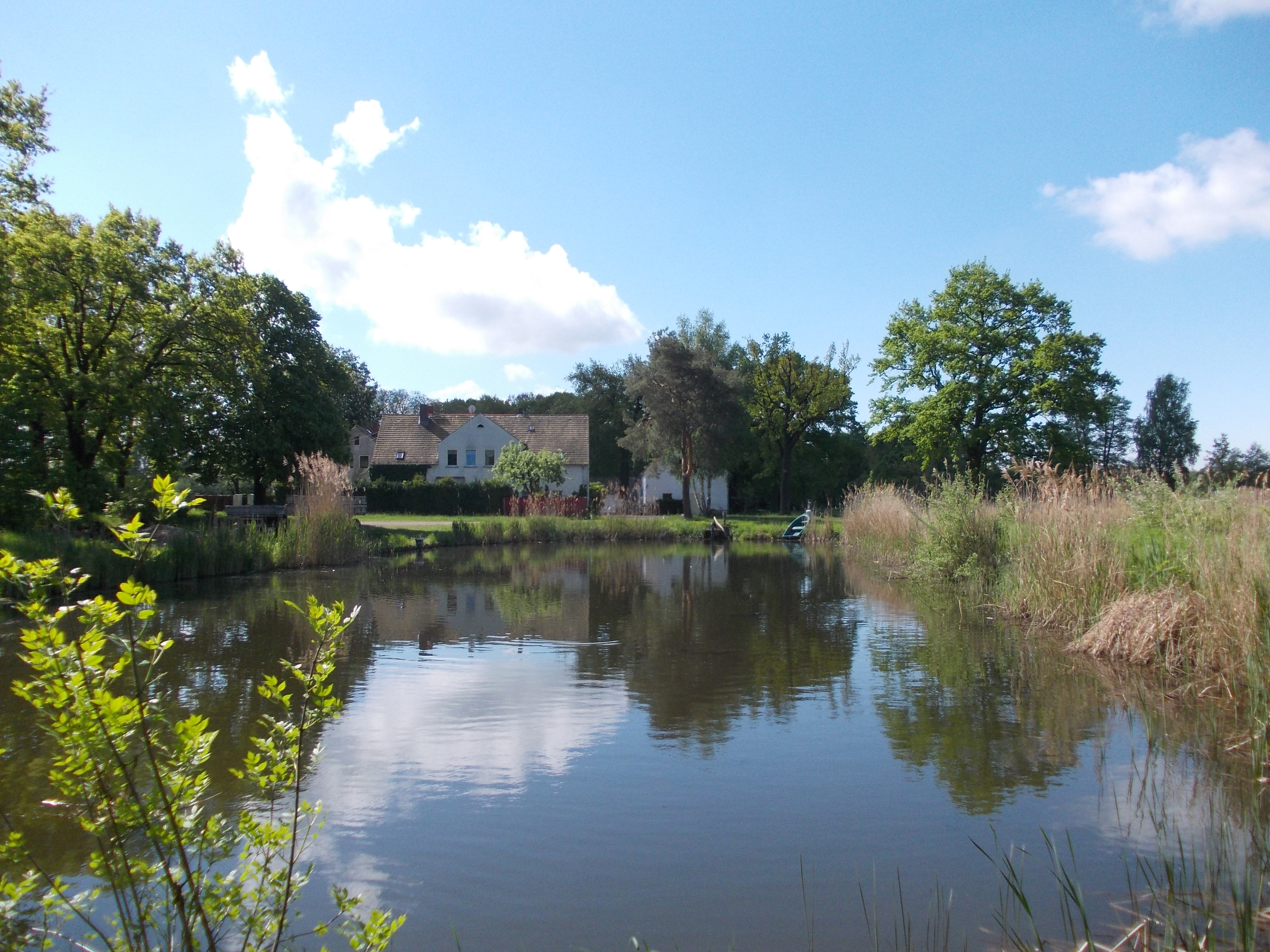
NABU-Naturschutzstation Biberhof Torgau
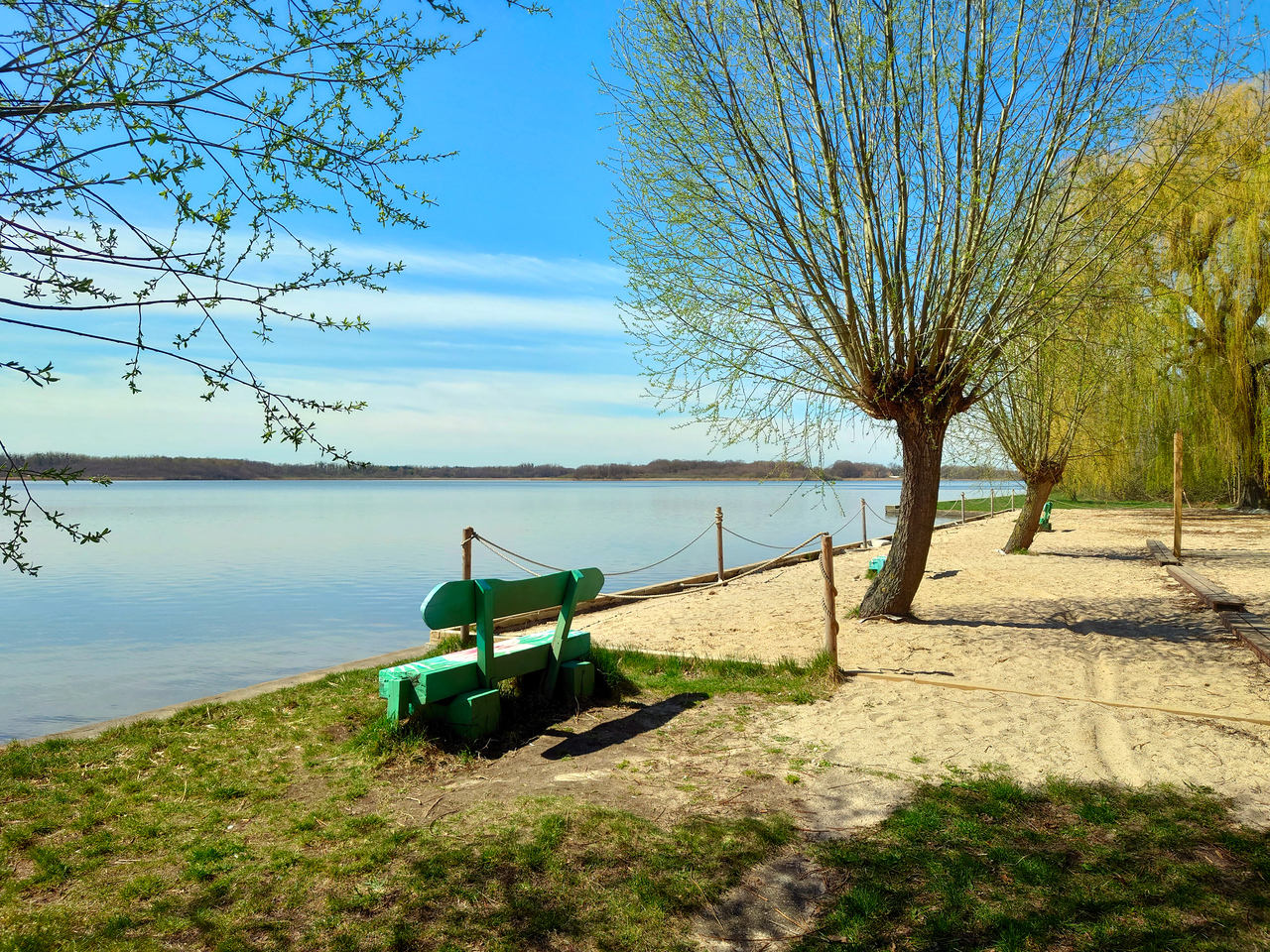
Strandbad Torgau